# Indéfendable
 (février 2024).
Si vous disposez d'ouvrages ou d'articles de référence ou si vous connaissez des sites web de qualité traitant du thème abordé ici, merci de compléter l'article en donnant les références utiles à sa vérifiabilité et en les liant à la section « Notes et références ».
Indéfendable est une série télévisée québécoise produite par Pixcom et diffusée depuis le 12 septembre 2022 sur le réseau TVA,.
La troisième saison est diffusée depuis l'automne 2024.
Cette série, diffusée du lundi au jeudi à 19 h, fait concurrence à la quotidienne Stat d'ICI Radio-Canada Télé. Les deux séries reçoivent plus d'un million d'auditeurs.

## Synopsis
Indéfendable plonge dans l’univers du Cabinet Lapointe-Macdonald et de son équipe de défense criminelle. Un univers réaliste construit de drames humains, du plus petit au plus grand, tous empreints de la même émotion : la peur d'être condamné.

## Distribution

### Acteurs principaux
- Sébastien Delorme : Maître Léo Macdonald
- Anne-Élisabeth Bossé : Maître Marie-Anne Desjardins (2022-2025)
- Mathieu Baron : Maxime Dubois
- Michel Laperrière : Maître André Lapointe
- Nour Belkhiria : Maître Inès Saïd (2022-2024)
- Martin-David Peters : Me Frédéric Legrand (2022-2024)
- Julie Trépanier : Me Kim Nolin (depuis la saison 2)

### Introduits lors de la première saison
- Tatiana Zinga Botao : Tatiana Goma
- Marie-Ève Perron : Dre Karine Lévesque
- Olivier Aubin : Greg Renaud
- Léa Simard : Karine Lapointe
- Éric Paulhus : Me Hugo Janson
- Peter Miller : Me Cédric Boileau
- Julie Deslauriers : Enquêtrice Marcoux
- Nathalie Madore : Claude Gagnon
- Josée Deschênes : Juge Clara Fortin
- Christian Bégin : Dr Martin Charbonneau
- Rosalie Loiselle : Séverine Charbonneau
- Hubert Proulx : Pierre Poirier
- Margaux Vaillancourt : Romy Macdonald
- Émilie Lajoie : Jessica Renaud
- Marie-Laurence Lévesque : Me Sandra Biron
- Sylvain G. Bissonnette : Enquêteur Godbout
- Guillaume Tremblay : Sergent Paré

- Catherine Renaud : Sara Desbiens
- Mikhaïl Ahooja : Joachim Dufour (2022-2024)
- Jean Maheux : Ryan «Ti-Bill» Macdonald
- Marilyse Bourke : Maître Sonia Cadet

#### Introduits lors de la deuxième saison
- Guy Jodoin : Jean-Pierre Gendron
- Didier Lucien : Didier Roy
- Rebecca Vachon : Mylène Kirouac
- Benoît Brière : Martial Quintin
- Roxane Bruneau : Louna Rose
- Stéphane Demers: Daniel Raynaud
- Catherine St-Laurent: Romane Blais

Introduits lors de la troisième saison
- Marc-Antoine Dequoy : Manuel Vézina

## Récompenses et distinctions
- Les Zapettes d'or
- Prix Gémeaux